# Берман, Гарольд Джон
Га́рольд Джон Бе́рман  (англ. Harold J. Berman; 13 февраля 1918 — 13 ноября 2007) — американский юрист.
Наиболее значимым является его фундаментальный труд «Западная традиция права: эпоха формирования». В этом труде Берман детально анализирует современную эпоху и приходит к выводу о том, что современное европейское право находится в глубочайшем кризисе, с момента своего зарождения в X веке.
Создал концепцию «интегративной юриспруденции» как философии, объединяющей три классические школы правоведения: юридический позитивизм, теория естественного права и историческая школа права (преимущественно немецкая).
Гарольд Берман был профессором Школы права Гарвардского университета и университета Эмори. Его преподавательская деятельность продолжалась более чем шесть десятилетий.

## Биография
Родился 13 февраля 1918 года в Хартфорде (Коннектикут). В 1938 году получил степень бакалавра в Дартмутском колледже, степень магистра права в 1942 году и доктора права в 1947 году в Йельском университете.
Во время второй мировой войны Г. Дж. Берман принимал участие на стороне союзников СССР с 1942 по 1945 годы за что был удостоен ордена Бронзовой звезды.
С 1948 года являлся членом юридического факультета Гарвардского университета. Именно здесь он заслужил славу наилучшего знатока западного мира специализировавшегося по советскому праву. Автор ряда книг по праву СССР.
Начиная с конца 1950-х годов Берман многократно приезжал в Советский Союз где, в том числе представлял дело потомков Артура Конана Дойля по тяжбе с авторскими правами.
С 1985 года Берман читает лекции в университете Эмори.
После распада СССР Берман принимал участие в консультациях российского правительства по вопросам правовой демократизации общества и построения институтов демократии.
Берман был один из ведущих знатоков западного мира по советскому праву, его истории и философии, теории и антропологии. Профессор Берман посещал СССР более чем 40 раз. Берман был организатором центра американского права в Москве.
В последние годы Берман внёс большой вклад в развитие и открытие института всемирного права изучавшего вопросы глобализации под углом правоведения. Этот институт открылся в 2000 году в Будапеште, а чуть позднее и в Москве.
В 1991 году Берман был избран почётным доктором католического университета Америки, а в 1995 году стал почётным доктором Вирджинского технологического университета. В 2000 году Берман стал почётным доктором российской академии наук.
Берман написал более чем 25 монографий и более чем 400 статей и рецензий включая самую значительную и главную работу своей научной деятельности «Право и революция: становление западной системы права».
Среди других работ Г. Дж. Бермана следует указать на труд «Природа и функции права»
Последователь интегративного подхода к праву, вместе с Р. Дворкиным.

## Труды
- Berman H. J. American and Soviet Perspectives on Human Rights  (недоступная ссылка с 05-09-2013 [4268 дней] — история, копия) Worldview, November 1979 (англ.)

Публикации на русском языке
- Берман Г. Д., Рейд Ч. Д. Римское право и общее право Европы /Г. Д. Берман, Ч. Д. Рейд. // Государство и право. — 1994. — № 12. — С. 103—108.
- Берман Г. Дж. Западная традиция права: эпоха формирования = Law and Revolution: The Formation of the Western Legal Tradition / Пер. с англ. Н.Р.Никонова при участии Н.Н.Деевой. — 2-е изд.. — М.: Изд-во МГУ: Издательская группа ИНФРА-М - НОРМА, 1998. — 624 с. — 3000 экз. — ISBN 5-211-03624-7.
- Вера и закон: примирение права и религии / Гарольд Дж. Берман; [Пер. с англ. Д. Шабельникова и М. Тименчика]. — М.: Ad Marginem, 1999. — 431 с. — (Библиотека Московской школы политических исследований). ISBN 5-93321-007-2 (Harold G. Berman. Faitli and Order: The Reconciliation of Law and Religian. — Scholar press: Atlanta. — 1993.)
  - … — М.: Московская шк. политических исслед., 2008. — 463 с. ISBN 978-5-93895-090-0